# Попов, Виктор Алексеевич
Виктор Алексеевич Попов (15 марта 1910 года, Казань — 20 сентября 1980 года, Казань) — биолог, биогеоценолог, организатор систематического учёта животных Волжско-Камского региона по единой унифицированной методике, организатор первой в России кафедры охраны природы в Казанском государственном университете.

## Биография
Родился Виктор Алексеевич Попов 15 марта 1910 года в Казани, в большой семье юриста — товарища председателя Казанского окружного суда, действительного статского советника Алексея Захаровича Попова и домашней учительницы Веры Николаевны Поповой (урождённой Стахеевой). 10-м ребёнком. В 7 лет он остался без матери, а в 15 — и без отца.

## Научная деятельность и организация охраны природы в регионе
В 14 лет В. А. Попов начал работать, в том числе техническим сотрудником Марийской энтомологической экспедиции. В 18 лет он становится студентом Казанского института сельского хозяйства и лесоводства, где с первого же курса участвует в научной работе под руководством А. А. Першакова. Здесь начинаются три основных направления всей последующей работы В. А. Попова в биологии: зоологическое, охотоведческое и экологическое. Здесь же он приобретает опыт участия в комплексных экспедициях — далеком прообразе полипредметных рабочих коллективов, создаваемых для решения сложных научных, инженерных и практических задач.
Попов В. А. работает в различных смежных областях и организациях (нередко — в нескольких одновременно). Какой бы ни была его деятельность, она часто включала экологические аспекты и задачи рационального природопользования, а касалась, в основном, природы Волжско-Камского региона, к которому относились 12 республик и областей Среднего Поволжья и Приуралья. В 1932-46 годах исследования проводились, главным образом, на базе Волжско-Камской биологической охото-промысловой станции, а в 1946—73 годах — лаборатории зоологии Института биологии Казанского филиала Академии наук СССР (где Попов В. А. становится заведующим лабораторией) и Казанского государственного университета.
В 1939 г. защищает кандидатскую диссертацию по теме «Опыт акклиматизации американских норок в Татарии», а в 1964 г. — докторскую диссертацию по теме «Наземные позвоночные животные Волжско-Камского края (История формирования фауны, современное состояние, перспективы развития и использования)». Свой обширный опыт полевых и лабораторных исследований, локальных и масштабных наблюдений, проб и экспериментов, краткосрочных и многолетних экспедиций, — он отразил в авторских и соавторских публикациях (около 150 работ).
Ещё в студенческие годы В. А. Попов приобретает ценный опыт общественной деятельности, занимаясь которой он так расширил свои социальные контакты, что убедительно и просто говорил с представителями любых социальных групп. Умея договариваться и с парижским академиком, и с африканским первобытным охотником, он удивлялся и сетовал, если не мог достичь согласия с близким и умным человеком. Учитывая его хорошее знание людей и природы региона, ему поручали, наряду с исследованиями, организовывать в годы войны заготовки кормов и продовольствия. И, когда Виктор Алексеевич горячо рассказывал студентам, что раньше волжские заливные луга могли обеспечить сеном всю Красную армию, он хорошо знал, о чём говорил и как трудно бывает достичь разумного и грамотного природопользования.
В 1950-е годы при Президиуме Казанского филиала Академии наук ССCP работала Комиссия по охране природы, председателем которой являлся акад. А. Е. Арбузов (руководитель Казанского филиала), а его заместителем — B. A. Попов (как представитель Президиума Татарской республиканской организации Всероссийского общества охраны природы). Усилиями этих общественных организаций и научных учреждений Казани удалось доказать необходимость создания в республике территорий, закрытых для прямого хозяйственного использования и сохраняющих благодаря этому типичные для региона экосистемы и их генофонд в естественных условиях (которые не удавалось воспроизвести в зоологических и ботанических садах, в том числе, в первом в России Казанском зоопарке).
Учитывая масштаб антропогенных изменений региона (интенсивная нефтедобыча, создание гигантских водохранилищ, экспансия сельскохозяйственного и промышленного производства, широкая урбанизация), в 1960 г. было принято решение создать Волжско-Камский государственный заповедник с двумя территориями: на запад от Казани (Раифский участок) и в местах слияния рек Волги и Камы (Сараловский участок). В каждом из участков располагались биостанции, позволявшие изучать природу и отслеживать динамику экосистем в, практически, постоянном режиме. Ценность проводимой здесь работы оказалась такой, что даже в период «второй волны» ликвидации заповедников в 1961 г. Волжско-Камский заповедник удалось сохранить.
Поддержать деятельность Комиссии своим авторитетом В. А. Попов просил академика АН СССР И. П. Герасимова, который стоял во главе комиссии по охране природы при Президиуме АН СССР:
Глубокоуважаемый Иннокентий Петрович!
Простите, что беспокою Вас, но очень жалко, если периферийная сеть по охране природы распадается из-за отсутствия какого-либо централизирующего органа. 
Дело в том, что Комиссия по охране природы при Президиуме Казанского филиала АН СССР после его ликвидации оказалась на распутье. Поскольку центральная Комиссия в Госплане СССР ликвидирована, а лаборатория по охране природе передана в Министерство сельского хозяйства к т. Воловчентко, то мы сейчас совершенно «не ведаем», куда должны мы определиться.
Положительная роль Комиссии в Казани для меня совершенно очевидна. Без ее деятельности не был бы организован и не сохранился бы Волжско-Камский государственный заповедник, было бы значительно больше нарушений Закона об охране природы предприятиями промышленности и, наконец, не удалось бы издать посылаемую Вам книгу, тираж которой разошелся в 15 дней. Сейчас готовится второй выпуск по охране неживой природы.

Поскольку мне в Москве сказали, что Вы являетесь фокусирующим центром по созданию комиссии по охране природы при Президиуме АН СССР или научного совета по проблеме «Научные основы охраны природы», то я и решил побеспокоить Вас и подчеркнуть, насколько важно для периферийных ячеек, их существования и дальнейшего развития наличие центрального органа.
.
Природоохранное законодательство СССР и союзных республик совершенствовалось. Появлялась нормативная база для разработки новых шагов в изучении, использовании и сохранении природы. Авторитет В. А. Попова рос, и в 1962 г. Председатель Президиума Верховного Совета Татарской АССР С. Г. Батыев представил сессии Верховного Совета доклад о задачах республики в области охраны природы. В те времена масштабную и согласованную организацию работ могла брать на себя только централизованная власть, поэтому для успеха дела принципиально важна была поддержка партийно-хозяйственного актива региона под руководством самого молодого в стране первого секретаря Областного комитета КПСС Ф. А. Табеева и председателя Совета Министров Татарской АССР Абдразякова А. А..
Со своей стороны, Попов В. А. активно приветствовал и участие молодёжи в исследовательской и природоохранной общественной работе. Даже школьники эпизодически помогали в учётных «акциях» (например, в регистрации муравейников). Участие студентов кафедры в «рейдах» Службы охраны природы Архивная копия от 10 января 2010 на Wayback Machine, в обследованиях берегов и прибрежных участков, оврагов и балок, гнёзд, почв, промышленных выбросов, влияния лесопарковых троп, суточных и сезонных миграций и в других делах кафедры, — становились постоянной частью студенческой жизни. Опираясь на собранные сведения, В. А. Попов предлагал конкретные природоохранный меры, некоторые из которых оказывались столь же эффективны, сколь и просты. Например, он предложил существенно ограничить движение моторных лодок на время нереста, а это повлекло за собой заметное улучшение условий для воспроизведения нового поколения многих водных и прибрежных животных в весенний период..

## Образовательная деятельность
Ещё в 1930-е годы, будучи студентом Казанского института сельского хозяйства и лесоводства, Попов В. А., наряду с научной, практической и общественной работой, начинает и сам проводить учебные занятия: рассказывает о звероводстве студентам Казанского государственного университета, разрабатывает и прочитывает в своей учебной группе курс «Охрана природы», а ближе к окончанию вуза ассистирует А. А. Першакову в работе с первокурсниками-охотоведами. С 1958 г. В. А. Попов читает спецкурс «Фенология и краеведение» на географическом факультете Казанского университета, а затем и курс «Охрана природы» на биолого-почвенном факультете Архивная копия от 20 сентября 2010 на Wayback Machine университета.
Здесь же в конце 60-х годов В. А. Попов предлагает создать межкафедральную специализацию по биоценологии и охране природы. Инициатива поддержана ректором университета, проф. М. Т. Нужиным, а в кабинетах Министерства просвещения этот замысел преобразуется в решение создать кафедру охраны природы и биогеоценологии, которая сначала работает на общественных началах и только со временем укомплектовывается штатными кадрами. Совместное участие сотрудников, аспирантов и студентов кафедры в учебной, научной и практической природоохранной работе сближало. Первые выпускники кафедры трём первым её преподавателям подарили отредактированную репродукцию картины В. М. Васнецова «Три богатыря», где зорко оглядывали окрестности знакомые стражи родной природы: профессор Попов Виктор Алексеевич, профессор Порфирьев Вассиан Сергеевич и доцент Гаранин Валериан Иванович Архивная копия от 21 сентября 2010 на Wayback Machine.
В период создания кафедры благие намерения в области охраны природы систематически проигрывали в конкуренции с повседневной оборонной и мирной народно-хозяйственной необходимостью. Как и в других странах, открывались заповедники, заказники, национальные парки и т.п, однако в целом экологическое мировоззрение оставалось будто невидимым и просто излишним на фоне брутальной борьбы за выживание. В условиях, когда интерес к реальным возможностям природной саморегуляции почти «выпал из поля зрения» миллионов людей, наглядность и профессионализм экологического подхода стали практической необходимостью. В.А Попов считал, что наиболее резко обострили природоохранные тревоги американцев не столько отрезвляющие расчёты группы Дж. Форрестера в его докладе Римскому клубу, сколько фотографии беззащитной перед мировым пространством и одинокой для людей планеты Земля, сделанные спутником Клементина Архивная копия от 17 января 2011 на Wayback Machine и астронавтами корабля Аполлон-8 Архивная копия от 11 мая 2008 на Wayback Machine.
Выращивая предпосылки безопасного «динамического равновесия» человека и окружающей его среды, высшие учебные заведения страны развертывали подготовку по соответствующим спецкурсам. Но тех, кто предметно знал каждую из преподаваемых тем, остро не хватало. Виктор Алексеевич искал возможность пригласить таких специалистов, которых в университете не было. Например, несколько лет для прочтения цикла лекций о международном морском праве в области охраны окружающей среды приезжал проф. В. А. Чичварин, работавший над комплексным обсуждением этих проблем в Организации Объединённых Наций. В. А. Попов и сам охотно делился своим новым опытом. Возвращаясь из дальних поездок, он собирал кафедру и увлеченно рассказывал сотрудникам, аспирантам и студентам обо всем, что впечатлило его в путешествии.
Со временем, углубляя экологическую компетентность, одни экологи сосредоточились на изучении тонких организменных и клеточных способов саморегуляции экосистем, другим интереснее были макропроцессы отдельных ценозов, планеты и общества — практически любой мыслимый вариант мог быть создан наравне с другими и развернут до самостоятельного направления предметной деятельности. Но в то же время реальная ситуация в охране природы приблизилась к методологическому тупику, когда, с одной стороны, от специалистов давно ждут конкретных комплексных решений на основе целостного мировоззрения, пригодного для построения экологически корректной природоохранной практики, тогда как с другой — «предметное мышление каждого, замкнутое на свою профессиональную работу, не стыкуется и не соорганизуется с предметным мышлением других, не входит в комплекс полипредметного и полипрофессионального мышления, которое здесь необходимо».
Стереотипы понимания «марки» классического университета, приводили к выбору хорошо прогнозируемых и проверенных оснований для сборки полипредметных мозаик. Здесь можно было надеяться на хорошо развитые к настоящему времени дисциплины, сложившиеся по поводу сложных объектов раньше, чем в науке возобладала узкая специализация, например, такие как медицина, природопользование, география, (физическая, экономическая и т. д.). Или на дисциплины-метамодели, по универсальности применения сопоставимые с мировоззрением: «забывающие» о произволе человека (кибернетика Н. Винера, синергетика Р. Б. Фуллера), или сосредоточенные на формировании и влиянии разума (учение о ноосфере В. И. Вернадского, экология разума Г. Бейтсона) и т. п.
В конце 60-х годов XX века всё чаще начинали «обсуждать возможность создания системы моделей, имитирующих динамические процессы, протекающие в биосфере, и искать пути для описания кооперативного поведения общества, рассматриваемого как противоречивое единство разнообразных социальных организмов». В Казанском университете попытки междисциплинарных сопряжений также предпринимались нередко и чаще — за счет использования математики. Однако реальность не вмещалась даже в самые универсальные модели, а средства, открывающие пути к мультидисциплинарному описанию ситуаций и выработке комплексных природоохранных решений (системно учитывающих, наряду с «логикой» естественной динамики ценозов, ещё и «логику» научно-технического развития, экономических, социальных и межличностных отношений, формирования естественных или профессиональных субкультур и т. д.), — такие средства в то время оставались в университете малоизвестны.
Начав «с чистого листа» и делая акцент на всестороннем подходе к проблеме, кафедра не могла глубоко прагматично готовить специалистов под узкие, частные, конкретные задачи; однако и по-настоящему комплексному исследованию и проектированию природоохранных ситуаций тогда тоже ещё, практически, не могли научить. В. А. Попов решает, что «охранники» должны знать не меньше, чем студенты других специальностей биофака, и пытается выращивать специфику экологического подхода где-то на грани между желаемой энциклопедичностью узко-профессиональных знаний студентов кафедры и свободой дилетантизма.
Сочетанное влияние этих и других факторов обусловило ряд предсказуемых (но тогда не предвиденных) сложностей в трудовой деятельности некоторых выпускников. Например, работа эколога в штате промышленного предприятия вызывала рост себестоимости продукции за счет расходов предприятия на «непрофильную деятельность» и вынуждала руководство выбирать, как сбалансировать свою базовую стратегию с природоохранными нормами: внутриведомственно или межведомственно (утрясая новый регламент не со штатным экологом, а с государственными и общественными природоохранными инспекциями). Препирательство с «осознанной необходимостью» превращало экологическую задачу в конкурентно-адаптационную, тогда как на практике экологичных решений чаще достигали те, кто умел от спенсеровского лозунга «выживает сильнейший и приспособившийся» перейти к сбалансированному диалогу сторон, побуждающему партнёров искать и внедрять оптимальные природоохранные, производственные и социальные технологии. В результате, как отмечал выпускник кафедры Е. И. Игонин, с 1980 по 1990 год общая масса выбросов от хозяйственной деятельности в Татарстане снизилась с 1 миллиона до 600 тысяч тонн, а за последующие двадцать лет упала ещё вдвое. Теперь, в XXI веке, становится всё более очевидным, что в «издержки производства» человечество вынуждено включать и утрату невозобновимых ресурсов, и наполнение природы вредностями, и ряд других изменений экосистем или генофонда. Поэтому в современном государственном, межгосударственном и общественном регулировании конкурентное преимущество всё чаще получают те, кто способен снизить такие издержки. Экологический подход давно перерос свою колыбель и, став мировоззрением, стратегией исследований и проектирования, критерием оценок а и т. д., теперь широко применяется в разработке и поиске решений комплексных задач.
Благодаря усилиям одного из первых выпускников кафедры, Юрия Степановича Котова, ставшего в дальнейшем заведующим кафедрой, акцент был сделан на прикладной экологии, а согласованные инициативы коллектива кафедры под руководством Котова Ю. С. и ректора университета Коновалова А. И. привели к созданию экологического факультета (деканом которого также стал Котов Ю. С.)..
В ту пору, когда Виктор Алексеевич Попов «пробивал» кафедру, Красную книгу Татарии, памятники природы и заповедные территории, его энтузиазм был одним из тех немногих аргументов, которые в сочетании с регалиями и достижениями принимались руководителями региона и советского образования. В энергетическом поле этого энтузиазма взросли новые поколения, для которых слово экология знакомо с детства и необходимость охраны природы столь очевидна, что, практически, не требует отдельных обоснований.
Между тем, даже абсолютное социальное согласие в норме не претендует на истинность и глубину понимания мира. Ценность экологического мировоззрения и подготовки профессиональных специалистов в области охраны природы по-прежнему остро актуальны. Хотя теперь, в XXI веке, экологическая проблематика оказались шире и разнообразнее, чем задумывалось в первых попытках организации такого образования: от давно известных до современных форм антропогенного, биологического и геологического влияния на природные условия жизни людей до межгосударственных, межэтнических и межконфессиональных конфликтов, вызванных низкой «экологичностью» политических действий, оценок и решений. На данном этапе истории часть актуальных для региона проблем эффективной организации прикладного экологического образования в Казанском федеральном университете вернулась на биолого-почвенный факультет, часть из них взяли на себя исследователи математического и экономического плана, а основную нагрузку по выпуску специалистов экологического профиля взял на себя факультет географии и экологии Архивная копия от 26 ноября 2010 на Wayback Machine (декан факультета О. П. Ермолаев).

## Награды и премии
В 1954 г. В. А. Попов награждён орденом «Знак Почета»,, в 1970 г. он получил медаль «За доблестный труд. В ознаменование 100-летия со дня рождения Владимира Ильича Ленина»; в последующем, когда были отмечены правительственными наградам видные деятели страны в области охраны природы В. А. Попов получает орден Трудового Красного Знамени, а в 175-летний юбилей КГУ — Почетную грамоту Президиума Верховного Совета Российской Федерации. Он был Почетным членом Всероссийского общества охраны природы.
Признательность В. А. Попову за его вклад в охрану природы региона также выражается присуждением премии имени В. А. Попова за «большой вклад в решение научно-технических и социально-гуманитарных проблем Республики Татарстан» в области рационального природопользования и охраны окружающей среды. В соответствии с Положением о премиях имени выдающихся учёных Академии наук Республики Татарстан, эта награда присуждается раз в три года.